# Unicodeblock Vereinheitlichte Silbenzeichen kanadischer Ureinwohner, erweitert
Der Unicodeblock Vereinheitlichte Silbenzeichen kanadischer Ureinwohner, erweitert (engl. Unified Canadian Aboriginal Syllabics Extended, U+18B0 bis U+18FF) enthält einige weitere Zeichen für Elchcree, Bieber-Dene und Chipewyan-Dene. Der Grundstock an kanadischen Silben ist im Unicodeblock Vereinheitlichte Silbenzeichen kanadischer Ureinwohner kodiert.

## Tabelle
Alle Zeichen haben die allgemeine Kategorie „anderer Buchstabe (inkl. Silben und Ideogrammen)“ und die bidirektionale Klasse „links nach rechts“.
| Unicodenummer | Zeichen (400 %) | Offizielle Bezeichnung              | Beschreibung                                |
| ------------- | --------------- | ----------------------------------- | ------------------------------------------- |
| U+18B0 (6320) | ᢰ               | CANADIAN SYLLABICS OY               | Kanadisches Silbenzeichen Oy                |
| U+18B1 (6321) | ᢱ               | CANADIAN SYLLABICS AY               | Kanadisches Silbenzeichen Ay                |
| U+18B2 (6322) | ᢲ               | CANADIAN SYLLABICS AAY              | Kanadisches Silbenzeichen Aay               |
| U+18B3 (6323) | ᢳ               | CANADIAN SYLLABICS WAY              | Kanadisches Silbenzeichen Way               |
| U+18B4 (6324) | ᢴ               | CANADIAN SYLLABICS POY              | Kanadisches Silbenzeichen Poy               |
| U+18B5 (6325) | ᢵ               | CANADIAN SYLLABICS PAY              | Kanadisches Silbenzeichen Pay               |
| U+18B6 (6326) | ᢶ               | CANADIAN SYLLABICS PWOY             | Kanadisches Silbenzeichen Pwoy              |
| U+18B7 (6327) | ᢷ               | CANADIAN SYLLABICS TAY              | Kanadisches Silbenzeichen Tay               |
| U+18B8 (6328) | ᢸ               | CANADIAN SYLLABICS KAY              | Kanadisches Silbenzeichen Kay               |
| U+18B9 (6329) | ᢹ               | CANADIAN SYLLABICS KWAY             | Kanadisches Silbenzeichen Kway              |
| U+18BA (6330) | ᢺ               | CANADIAN SYLLABICS MAY              | Kanadisches Silbenzeichen May               |
| U+18BB (6331) | ᢻ               | CANADIAN SYLLABICS NOY              | Kanadisches Silbenzeichen Noy               |
| U+18BC (6332) | ᢼ               | CANADIAN SYLLABICS NAY              | Kanadisches Silbenzeichen Nay               |
| U+18BD (6333) | ᢽ               | CANADIAN SYLLABICS LAY              | Kanadisches Silbenzeichen Lay               |
| U+18BE (6334) | ᢾ               | CANADIAN SYLLABICS SOY              | Kanadisches Silbenzeichen Soy               |
| U+18BF (6335) | ᢿ               | CANADIAN SYLLABICS SAY              | Kanadisches Silbenzeichen Say               |
| U+18C0 (6336) | ᣀ               | CANADIAN SYLLABICS SHOY             | Kanadisches Silbenzeichen Shoy              |
| U+18C1 (6337) | ᣁ               | CANADIAN SYLLABICS SHAY             | Kanadisches Silbenzeichen Shay              |
| U+18C2 (6338) | ᣂ               | CANADIAN SYLLABICS SHWOY            | Kanadisches Silbenzeichen Shwoy             |
| U+18C3 (6339) | ᣃ               | CANADIAN SYLLABICS YOY              | Kanadisches Silbenzeichen Yoy               |
| U+18C4 (6340) | ᣄ               | CANADIAN SYLLABICS YAY              | Kanadisches Silbenzeichen Yay               |
| U+18C5 (6341) | ᣅ               | CANADIAN SYLLABICS RAY              | Kanadisches Silbenzeichen Ray               |
| U+18C6 (6342) | ᣆ               | CANADIAN SYLLABICS NWI              | Kanadisches Silbenzeichen Nwi               |
| U+18C7 (6343) | ᣇ               | CANADIAN SYLLABICS OJIBWAY NWI      | Kanadisches Silbenzeichen Ojibwe-Nwi        |
| U+18C8 (6344) | ᣈ               | CANADIAN SYLLABICS NWII             | Kanadisches Silbenzeichen Nwii              |
| U+18C9 (6345) | ᣉ               | CANADIAN SYLLABICS OJIBWAY NWII     | Kanadisches Silbenzeichen Ojibwe-Nwii       |
| U+18CA (6346) | ᣊ               | CANADIAN SYLLABICS NWO              | Kanadisches Silbenzeichen Nwo               |
| U+18CB (6347) | ᣋ               | CANADIAN SYLLABICS OJIBWAY NWO      | Kanadisches Silbenzeichen Ojibwe-Nwo        |
| U+18CC (6348) | ᣌ               | CANADIAN SYLLABICS NWOO             | Kanadisches Silbenzeichen Nwoo              |
| U+18CD (6349) | ᣍ               | CANADIAN SYLLABICS OJIBWAY NWOO     | Kanadisches Silbenzeichen Ojibwe-Nwoo       |
| U+18CE (6350) | ᣎ               | CANADIAN SYLLABICS RWEE             | Kanadisches Silbenzeichen Rwee              |
| U+18CF (6351) | ᣏ               | CANADIAN SYLLABICS RWI              | Kanadisches Silbenzeichen Rwi               |
| U+18D0 (6352) | ᣐ               | CANADIAN SYLLABICS RWII             | Kanadisches Silbenzeichen Rwii              |
| U+18D1 (6353) | ᣑ               | CANADIAN SYLLABICS RWO              | Kanadisches Silbenzeichen Rwo               |
| U+18D2 (6354) | ᣒ               | CANADIAN SYLLABICS RWOO             | Kanadisches Silbenzeichen Rwoo              |
| U+18D3 (6355) | ᣓ               | CANADIAN SYLLABICS RWA              | Kanadisches Silbenzeichen Rwa               |
| U+18D4 (6356) | ᣔ               | CANADIAN SYLLABICS OJIBWAY P        | Kanadisches Silbenzeichen Ojibwe-P          |
| U+18D5 (6357) | ᣕ               | CANADIAN SYLLABICS OJIBWAY T        | Kanadisches Silbenzeichen Ojibwe-T          |
| U+18D6 (6358) | ᣖ               | CANADIAN SYLLABICS OJIBWAY K        | Kanadisches Silbenzeichen Ojibwe-K          |
| U+18D7 (6359) | ᣗ               | CANADIAN SYLLABICS OJIBWAY C        | Kanadisches Silbenzeichen Ojibwe-C          |
| U+18D8 (6360) | ᣘ               | CANADIAN SYLLABICS OJIBWAY M        | Kanadisches Silbenzeichen Ojibwe-M          |
| U+18D9 (6361) | ᣙ               | CANADIAN SYLLABICS OJIBWAY N        | Kanadisches Silbenzeichen Ojibwe-N          |
| U+18DA (6362) | ᣚ               | CANADIAN SYLLABICS OJIBWAY S        | Kanadisches Silbenzeichen Ojibwe-S          |
| U+18DB (6363) | ᣛ               | CANADIAN SYLLABICS OJIBWAY SH       | Kanadisches Silbenzeichen Ojibwe-Sch        |
| U+18DC (6364) | ᣜ               | CANADIAN SYLLABICS EASTERN W        | Kanadisches Silbenzeichen östliches W       |
| U+18DD (6365) | ᣝ               | CANADIAN SYLLABICS WESTERN W        | Kanadisches Silbenzeichen westliches W      |
| U+18DE (6366) | ᣞ               | CANADIAN SYLLABICS FINAL SMALL RING | Kanadisches Silbenzeichen kleiner Ring      |
| U+18DF (6367) | ᣟ               | CANADIAN SYLLABICS FINAL RAISED DOT | Kanadisches Silbenzeichen Hochpunkt         |
| U+18E0 (6368) | ᣠ               | CANADIAN SYLLABICS R-CREE RWE       | Kanadisches Silbenzeichen R-Cree-Rwe        |
| U+18E1 (6369) | ᣡ               | CANADIAN SYLLABICS WEST-CREE LOO    | Kanadisches Silbenzeichen Westcree-Loo      |
| U+18E2 (6370) | ᣢ               | CANADIAN SYLLABICS WEST-CREE LAA    | Kanadisches Silbenzeichen Westcree-Laa      |
| U+18E3 (6371) | ᣣ               | CANADIAN SYLLABICS THWE             | Kanadisches Silbenzeichen Thwe              |
| U+18E4 (6372) | ᣤ               | CANADIAN SYLLABICS THWA             | Kanadisches Silbenzeichen Thwa              |
| U+18E5 (6373) | ᣥ               | CANADIAN SYLLABICS TTHWE            | Kanadisches Silbenzeichen Tthwe             |
| U+18E6 (6374) | ᣦ               | CANADIAN SYLLABICS TTHOO            | Kanadisches Silbenzeichen Tthoo             |
| U+18E7 (6375) | ᣧ               | CANADIAN SYLLABICS TTHAA            | Kanadisches Silbenzeichen Tthaa             |
| U+18E8 (6376) | ᣨ               | CANADIAN SYLLABICS TLHWE            | Kanadisches Silbenzeichen Tlhwe             |
| U+18E9 (6377) | ᣩ               | CANADIAN SYLLABICS TLHOO            | Kanadisches Silbenzeichen Tlhoo             |
| U+18EA (6378) | ᣪ               | CANADIAN SYLLABICS SAYISI SHWE      | Kanadisches Silbenzeichen Sayisi-Shwe       |
| U+18EB (6379) | ᣫ               | CANADIAN SYLLABICS SAYISI SHOO      | Kanadisches Silbenzeichen Sayisi-Shoo       |
| U+18EC (6380) | ᣬ               | CANADIAN SYLLABICS SAYISI HOO       | Kanadisches Silbenzeichen Sayisi-Hoo        |
| U+18ED (6381) | ᣭ               | CANADIAN SYLLABICS CARRIER GWU      | Kanadisches Silbenzeichen Dakelh-Gwu        |
| U+18EE (6382) | ᣮ               | CANADIAN SYLLABICS CARRIER DENE GEE | Kanadisches Silbenzeichen Dakelh-Dene-Gee   |
| U+18EF (6383) | ᣯ               | CANADIAN SYLLABICS CARRIER GAA      | Kanadisches Silbenzeichen Dakelh-Gaa        |
| U+18F0 (6384) | ᣰ               | CANADIAN SYLLABICS CARRIER GWA      | Kanadisches Silbenzeichen Dakelh-Gwa        |
| U+18F1 (6385) | ᣱ               | CANADIAN SYLLABICS SAYISI JUU       | Kanadisches Silbenzeichen Sayisi-Juu        |
| U+18F2 (6386) | ᣲ               | CANADIAN SYLLABICS CARRIER JWA      | Kanadisches Silbenzeichen Dakelh-Jwa        |
| U+18F3 (6387) | ᣳ               | CANADIAN SYLLABICS BEAVER DENE L    | Kanadisches Silbenzeichen Bieber-Dene-L     |
| U+18F4 (6388) | ᣴ               | CANADIAN SYLLABICS BEAVER DENE R    | Kanadisches Silbenzeichen Bieber-Dene-R     |
| U+18F5 (6389) | ᣵ               | CANADIAN SYLLABICS CARRIER DENTAL S | Kanadisches Silbenzeichen Dakelh-dentales S |